# 48 законів влади
48 законів влади (1998) — книжка американського автора Роберта Гріна. Книга є бестселером, продано понад 1.2 мільйони копій лише в США.

## Написання
Грін сформулював декілька ідей книги The 48 Laws of Power, працюючи письменником у Голлівуді і дійшов висновку, що нинішня владна еліта має спільні риси з елітою минулих часів.У 1995 Грін працював у школі мистецтв та медіа «Fabrica», де зустрів пакувальника книг Джуста Ельферса. Грін надіслав книгу Ельферсу через пів року, Ельферс попросив Гріна написати передмову.
Хоча Гріну не подобалася його тодішня робота, але він почував себе комфортно і вважав написання книги занадто ризикованою справою. Однак, коли Грін перечитав його улюблену біографію про Гая Юлія Цезаря надихнувся рішенням Цезаря перетнути Рубікон і почати битву зі Гнеєм Помпеєм Великим, спровокувавши Громадянську війну в Стародавньому Римі (49—45 до н. е.). За його словами, це був переломний момент його життя.

## Видавничий успіх
Було продано понад 1.2 мільйони примірників книги 48 законів влади у США і перекладено на більш ніж 24 мови. Fast Company назвала книгу «мега-культовою класикою» (англ. mega-cult classic), і Лос-Анджелес Таймс зазначили, що «48 законів влади» перетворили Гріна на «культового героя».
48 законів влади, як повідомляється, є найпопулярнішою серед в'язнів і вивчається на першому курсі в деяких американських коледжах. Репер 50 Cent заявив, що йому дуже сподобалася ця книга, і він звернувся до Гріна із пропозицією до співпраці, яка згодом стала П'ятдесятим закон, ще одним бестселером Нью-Йорк Таймс. Busta Rhymes використовувала 48 законів влади під час перемовин із проблемними продюсерами. DJ Premier має тату із П'ятим законом цієї книги — «Reputation is the cornerstone of power» (в українському виданні «Чимало залежить від репутації — бережіть її ціною життя», дослівний переклад англійської назви — «Репутація є наріжним каменем влади») на його руці. Дов Черні, засновник і колишній CEO American Apparel, часто цитував закони під час засідань правління, подарував друзям та службовцям примірники книги та запросив Гріна у раду директорів American Apparel Колишній президент Куби Фідель Кастро також стверджує, що прочитав книгу. Книгу було заборонено у декількох в'язницях у США.
Професор Джефрі Пфефер заявив, що так звані закони Гріна ґрунтуються на ізольованих прикладах, а не на ґрунтовних дослідженнях. Kirkus Reviews сказали, що Грін не надає жодних доказів, які б підтверджували його світогляд, закони Гріна суперечать один одному, а книга «просто дурниця». Ньюсвік також вказує на те, як закони суперечать один одному, і каже: «Маючи протилежні наміри, Грін фактично висунув один із найкращих аргументів із часів Нового Заповіту за смиренність і незрозумілість». Журнал Director відмічає: «деякі „закони Гріна“ здаються суперечливими», а робота — «дивовижною та дидактичною».

## Видання українською

Обкладинка видання української видавництва «Клуб сімейного дозвілля»

- Роберт Грін. 48 законів влади. Переклад з англійської: Лесь Герасимчук; Дизайнер обкладинки Євгеній Мельничук; Харків: Клуб Сімейного Дозвілля, 2017. 608 стор. ISBN 978-617-12-9264-2